# ماهر الشمري
ماهر الشمري، (مواليد 1967-)لاعب سابق ومدرب  كرة قدم كويتي حالي، درب نادي الصليبيخات ونادي التضامن الكويتي ونادي الخليج السعودي، كما درب منتخب الكويت الأولمبي، درب نادي النهضة السعودي ، ويدرب حاليا نادي جدة السعودي.